# Альберт Гудмундссон (футболіст, 1997)
Заголовок цієї статті — це ісландське ім'я, де Альберт — особове ім'я, а Гудмундссон — ім'я по батькові. 
Альберт Гудмундссон (ісл. Albert Guðmundsson, нар. 15 червня 1997, Рейк'явік) — ісландський футболіст, півзахисник італійського «Дженоа» і національної збірної Ісландії. На умовах оренди грає за «Фіорентіну».

## Клубна кар'єра
Народився 15 червня 1997 року в місті Рейк'явік. Вихованець юнацької команди футбольного клубу «КР Рейк'явік». 2013 року перебрався до Нідерландів, де два роки грав за молодіжну команду «Геренвена», після чого уклав контракт з ПСВ і розпочав виступи у другому за силою нідерландському дивізіоні у складі «Йонг ПСВ», молодіжної команди клубу.
З 2017 року почав залучатися до основної команди ПСВ, у складі якої провів 9 матчів у переможному для ПСВ чемпіонаті Нідерландів 2017/18.
Влітку 2018 перейшов до лав іншого представника Ередивізі, клубу АЗ (Алкмаар). Відіграв за його команду три з половиною сезони.
У січні 2022 року перейшов до італійського «Дженоа». Не зумів допомогти команді зберегти місце в елітному італійському дивізіоні за результатами сезону 2021/22 і наступного сезону продовжив грати у її складі на рівні Серії B.

## Виступи за збірні
2012 року дебютував у складі юнацької збірної Ісландії, взяв участь у 14 іграх на юнацькому рівні, відзначившись 6 забитими голами.
З 2015 року залучається до складу молодіжної збірної Ісландії. На молодіжному рівні зіграв у 5 офіційних матчах.
2017 року дебютував в офіційних матчах у складі національної збірної Ісландії.
У складі збірної — учасник чемпіонату світу 2018 року в Росії, де виходив на поле в одній грі.
21 березня 2024 року в стиковому матчі до чемпіонату Європи 2024 року проти збірної Ізраїлю оформив свій перший хет-трик за збірну Ісландії.

## Статистика виступів

### Статистика клубних виступів
Станом на 3 вересня 2022
| Сезон                | Команда              | Чемпіонат            | Чемпіонат | Чемпіонат | Національний кубок | Національний кубок | Національний кубок | Континентальні кубки | Континентальні кубки | Континентальні кубки | Інші змагання | Інші змагання | Інші змагання | Усього | Усього | Усього |
| Сезон                | Команда              | Ліга                 | Ігор      | Голів     | Ліга               | Ігор               | Голів              | Ліга                 | Ігор                 | Голів                | Ліга          | Ігор          | Голів         | Ігор   | Голів  |        |
| -------------------- | -------------------- | -------------------- | --------- | --------- | ------------------ | ------------------ | ------------------ | -------------------- | -------------------- | -------------------- | ------------- | ------------- | ------------- | ------ | ------ | ------ |
| 2013                 | «КР Рейк'явік»       | У                    | 0         | 0         | КІ+КЛ              | 0+1                | 0+0                | ЛЧ+ЛЄ                | 0+0                  | 0+0                  | СІ            | 0             | 0             | 1      | 0      |        |
| 2015–16              | «Йонг ПСВ»           | 1Д                   | 14        | 1         | -                  | -                  | -                  | -                    | -                    | -                    | -             | -             | -             | 14     | 1      |        |
| 2016–17              | «Йонг ПСВ»           | 1Д                   | 34        | 18        | -                  | -                  | -                  | -                    | -                    | -                    | -             | -             | -             | 34     | 18     |        |
| 2017–18              | «Йонг ПСВ»           | 1Д                   | 14        | 9         | -                  | -                  | -                  | -                    | -                    | -                    | -             | -             | -             | 14     | 9      |        |
| Усього за «Йонг ПСВ» | Усього за «Йонг ПСВ» | Усього за «Йонг ПСВ» | 62        | 28        | -                  | -                  | -                  | -                    | -                    | -                    | -             | -             | -             | 62     | 28     |        |
| 2017–18              | ПСВ                  | ЕД                   | 9         | 0         | КН                 | 3                  | 0                  | ЛЄ                   | 0                    | 0                    | -             | -             | -             | 12     | 0      |        |
| 2018–19              | АЗ                   | ЕД                   | 25        | 6         | КН                 | 2                  | 0                  | ЛЄ                   | -                    | -                    | -             | -             | -             | 27     | 6      |        |
| 2019–20              | АЗ                   | ЕД                   | 4         | 0         | КН                 | 0                  | 0                  | ЛЄ                   | 4                    | 1                    | -             | -             | -             | 8      | 1      |        |
| 2020–21              | АЗ                   | ЕД                   | 26        | 7         | КН                 | 1                  | 0                  | ЛЧ+ЛЄ                | 2+6                  | 2+2                  | -             | -             | -             | 35     | 11     |        |
| 2021-січ. 2022       | АЗ                   | ЕД                   | 19        | 4         | КН                 | 1                  | 0                  | ЛЄ+ЛК                | 2+6                  | 0+2                  | -             | -             | -             | 28     | 6      |        |
| Усього за АЗ         | Усього за АЗ         | Усього за АЗ         | 74        | 17        |                    | 4                  | 0                  |                      | 20                   | 7                    |               | -             | -             | 98     | 24     |        |
| січ.-черв. 2022      | «Дженоа»             | A                    | 12        | 1         | КІ                 | -                  | -                  | -                    | -                    | -                    | -             | -             | -             | 12     | 1      |        |
| 2022–23              | «Дженоа»             | B                    | 4         | 0         | КІ                 | 1                  | 2                  | -                    | -                    | -                    | -             | -             | -             | 5      | 2      |        |
| Усього за «Дженоа»   | Усього за «Дженоа»   | Усього за «Дженоа»   | 16        | 1         |                    | 1                  | 2                  |                      | -                    | -                    |               | -             | -             | 17     | 3      |        |
| Усього за кар'єру    | Усього за кар'єру    | Усього за кар'єру    | 166       | 46        |                    | 9                  | 2                  |                      | 20                   | 7                    |               | 0             | 0             | 195    | 55     |        |

### Статистика виступів за збірну
Станом на 3 вересня 2022
| Дата       | Місто          | Господарі          | Результат | Гості              | Турнір                               | Голи | Примітки  |
| ---------- | -------------- | ------------------ | --------- | ------------------ | ------------------------------------ | ---- | --------- |
| 10-1-2017  | Наньнін        | КНР                | 0 – 2     | Ісландія           | товариський матч                     | -    | 90'       |
| 14-1-2018  | Джакарта       | Індонезія          | 1 – 4     | Ісландія           | товариський матч                     | 3    | 63'       |
| 24-3-2018  | Санта-Клара    | Мексика            | 3 – 0     | Ісландія           | товариський матч                     | -    | 46'       |
| 2-6-2018   | Рейк'явік      | Ісландія           | 2 – 3     | Норвегія           | товариський матч                     | -    | 88'       |
| 26-6-2018  | Ростов-на-Дону | Ісландія           | 1 – 2     | Хорватія           | ЧС 2018 - 1-й етап                   | -    | 85'       |
| 11-10-2018 | Генгам         | Франція            | 2 – 2     | Ісландія           | товариський матч                     | -    | 46' 90+3' |
| 15-10-2018 | Рейк'явік      | Ісландія           | 1 – 2     | Швейцарія          | Ліга націй УЄФА 2018-2019 - 1-й етап | -    | 84'       |
| 15-11-2018 | Брюссель       | Бельгія            | 2 – 0     | Ісландія           | Ліга націй УЄФА 2018-2019 - 1-й етап | -    | 31' 87'   |
| 19-11-2018 | Ойпен          | Ісландія           | 2 – 2     | Катар              | товариський матч                     | -    |           |
| 25-3-2019  | Сен-Дені       | Франція            | 4 – 0     | Ісландія           | Відбір до ЧЄ 2020                    | -    | 62'       |
| 5-9-2020   | Рейк'явік      | Ісландія           | 0 – 1     | Англія             | Ліга націй УЄФА 2020-2021 - 1-й етап | -    |           |
| 8-9-2020   | Брюссель       | Бельгія            | 5 – 1     | Ісландія           | Ліга націй УЄФА 2020-2021 - 1-й етап | -    |           |
| 11-10-2020 | Рейк'явік      | Ісландія           | 0 – 3     | Данія              | Ліга націй УЄФА 2020-2021 - 1-й етап | -    | 68'       |
| 14-10-2020 | Рейк'явік      | Ісландія           | 1 – 2     | Бельгія            | Ліга націй УЄФА 2020-2021 - 1-й етап | -    | 82'       |
| 12-11-2020 | Будапешт       | Угорщина           | 2 – 1     | Ісландія           | Відбір до ЧЄ 2020                    | -    | 73'       |
| 15-11-2020 | Копенгаген     | Данія              | 2 – 1     | Ісландія           | Ліга націй УЄФА 2020-2021 - 1-й етап | -    | 74'       |
| 18-11-2020 | Лондон         | Англія             | 4 – 0     | Ісландія           | Ліга націй УЄФА 2020-2021 - 1-й етап | -    | 64'       |
| 25-3-2021  | Дуйсбург       | Німеччина          | 3 – 0     | Ісландія           | Відбір до ЧС 2022                    | -    | 40' 65'   |
| 28-3-2021  | Єреван         | Вірменія           | 2 – 0     | Ісландія           | Відбір до ЧС 2022                    | -    |           |
| 4-6-2021   | Торсгавн       | Фарерські острови  | 0 – 1     | Ісландія           | товариський матч                     | -    | 46' 55'   |
| 8-6-2021   | Познань        | Польща             | 2 – 2     | Ісландія           | товариський матч                     | 1    | 90+1'     |
| 2-9-2021   | Рейк'явік      | Ісландія           | 0 – 2     | Румунія            | Відбір до ЧС 2022                    | -    | 79'       |
| 5-9-2021   | Рейк'явік      | Ісландія           | 2 – 2     | Північна Македонія | Відбір до ЧС 2022                    | -    |           |
| 8-9-2021   | Рейк'явік      | Ісландія           | 0 – 4     | Німеччина          | Відбір до ЧС 2022                    | -    | 80'       |
| 8-10-2021  | Рейк'явік      | Ісландія           | 1 – 1     | Вірменія           | Відбір до ЧС 2022                    | -    |           |
| 11-10-2021 | Рейк'явік      | Ісландія           | 4 – 0     | Ліхтенштейн        | Відбір до ЧС 2022                    | 2    |           |
| 11-11-2021 | Бухарест       | Румунія            | 0 – 0     | Ісландія           | Відбір до ЧС 2022                    | -    | 90'       |
| 14-11-2021 | Скоп'є         | Північна Македонія | 3 – 1     | Ісландія           | Відбір до ЧС 2022                    | -    | 86'       |
| 29-3-2022  | Ла-Корунья     | Іспанія            | 5 – 0     | Ісландія           | товариський матч                     | -    | 68'       |
| 2-6-2022   | Хайфа          | Ізраїль            | 2 – 2     | Ісландія           | Ліга націй УЄФА 2022-2023 - 1-й етап | -    | 60'       |
| 9-6-2022   | Серравалле     | Сан-Марино         | 0 – 1     | Ісландія           | товариський матч                     | -    | 87'       |
| 13-6-2022  | Рейк'явік      | Ісландія           | 2 – 2     | Ізраїль            | Ліга націй УЄФА 2022-2023 - 1-й етап | -    | 90'       |
| Усього     |                | Матчів             | 32        |                    | Голів                                | 6    |           |

| Дата       | Місто       | Господарі         | Результат | Гості      | Турнір                             | Голи | Примітки |
| ---------- | ----------- | ----------------- | --------- | ---------- | ---------------------------------- | ---- | -------- |
| 26-3-2015  | Тиргу-Муреш | Румунія           | 3 – 0     | Ісландія   | Товариський матч                   | -    | 82'      |
| 6-9-2016   | Кан         | Франція           | 2 – 0     | Ісландія   | Кваліфікація молодіжного Євро-2017 | -    | 78'      |
| 11-10-2016 | Рейк'явік   | Ісландія          | 2 – 4     | Україна    | Кваліфікація молодіжного Євро-2017 | -    | 78'      |
| 22-3-2017  | Тбілісі     | Грузія            | 3 – 1     | Ісландія   | Товариський матч                   | -    | 63'      |
| 25-3-2017  | Тбілісі     | Грузія            | 4 – 4     | Ісландія   | Товариський матч                   | -    |          |
| 4-9-2017   | Рейк'явік   | Ісландія          | 2 – 3     | Албанія    | Кваліфікація молодіжного Євро-2019 | -    |          |
| 5-10-2017  | Попрад      | Словаччина        | 0 – 2     | Ісландія   | Кваліфікація молодіжного Євро-2019 | 2    |          |
| 10-10-2017 | Ельбасан    | Албанія           | 0 – 0     | Ісландія   | Кваліфікація молодіжного Євро-2019 | -    |          |
| 9-11-2017  | Мурсія      | Іспанія           | 1 – 0     | Ісландія   | Кваліфікація молодіжного Євро-2019 | -    |          |
| 14-11-2017 | Таллінн     | Естонія           | 2 – 3     | Ісландія   | Кваліфікація молодіжного Євро-2019 | 1    |          |
| 26-3-2018  | Колрейн     | Північна Ірландія | 0 – 0     | Ісландія   | Кваліфікація молодіжного Євро-2019 | -    |          |
| 6-9-2018   | Коупавогур  | Ісландія          | 5 – 2     | Естонія    | Кваліфікація молодіжного Євро-2019 | 1    |          |
| 11-9-2018  | Рейк'явік   | Ісландія          | 2 – 3     | Словаччина | Кваліфікація молодіжного Євро-2019 | 2    |          |
| Усього     |             | Матчів            | 13        |            | Голів                              | 6    |          |

## Титули і досягнення
- Чемпіон Нідерландів (1):

ПСВ: 2017–2018